# هارفي كوكس
هارفي كوكس (بالإنجليزية: Harvey Cox) هو عالم عقيدة وكاتب وفيلسوف أمريكي، ولد في 19 مايو 1929 في مالفيرن في الولايات المتحدة.